# Якобинцы

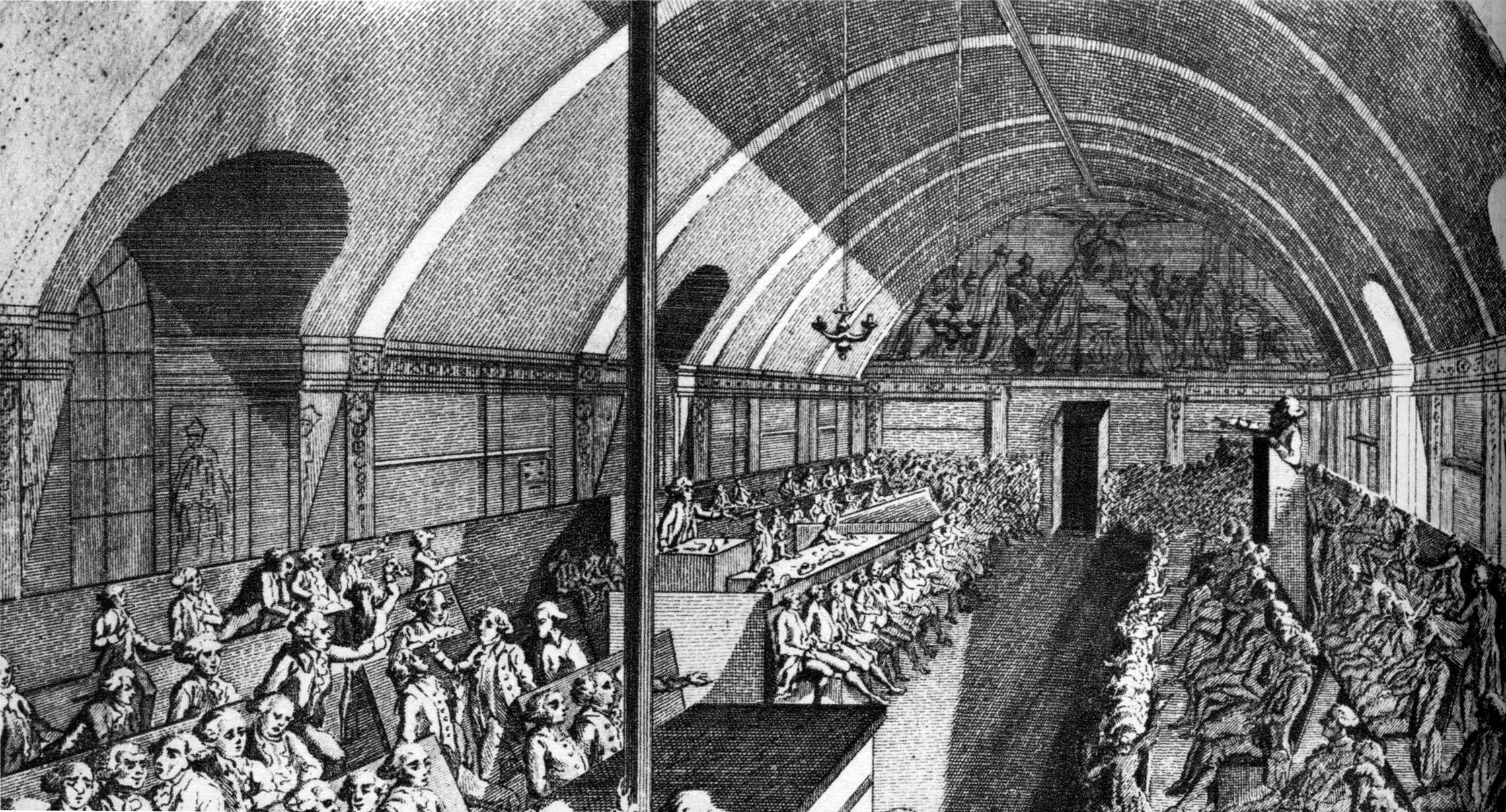
Заседание якобинского клуба в библиотечном зале монастыря св. Якова (1791). Гравюра по картине Анри-Николя Ван Горпа

Якоби́нцы (фр. Jacobins) — участники Якоби́нского клу́ба (фр. Club des Jacobins; Jacobins; Société des Jacobins, Amis de la Liberté et de l’Égalité), французского политического клуба эпохи Великой французской революции — самое известное и влиятельное политическое движение революции, связанное с определением радикального эгалитаризма, республиканизма и применения насилия в достижении целей, приведших к созданию революционного правительства 1793—1794 годов.
Основан депутатами третьего сословия от Бретани по прибытии их в Версаль ещё до открытия Генеральных штатов и первоначально носил название Бретонского клуба (фр. Club breton). После переезда Национального собрания в Париж получил своё название Якобинского клуба от места проведения заседаний клуба в доминиканском монастыре святого Якова на улице Сен-Жак.
Первоначально в клубе встречались лишь бретонцы, депутаты от Бретани, объединившиеся вокруг адвоката Ле Шапелье. В дальнейшем к ним стали присоединяться единомышленники из депутатов от других провинций. В Париже клуб был реорганизован и взял себе название «Общества друзей конституции» (после провозглашения республики якобинцы изменили это название на «Общество друзей свободы и равенства»). Аналогичные клубы стали возникать и в других городах и почти все они устанавливали постоянную переписку с парижским клубом, становясь его филиалами. Численность членов этих клубов по всей стране достигала, по некоторым оценкам[каким?], пятисот тысяч человек. С ноября 1790 якобинцы стали издавать свой печатный орган «Журнал Общества друзей конституции».
Постепенно влияние клуба росло: перестав быть дискуссионным обществом, клуб стал определять направление развития революции, а после попытки побега Людовика XVI в Варенн стал одним из революционных органов, влиявших и участвующих в восстаниях 10 августа 1792 и 31 мая — 2 июня 1793. После прихода к власти Революционного правительства происходит перерождение клуба в один из административных органов правительства; многие члены клуба становятся функционерами правительства, следуя его политике. «Революция оледенела, все её принципы ослабли, остался лишь красный колпак на головах интриги» — записал Сен-Жюст в это время.
После Термидорианского переворота 27 июля 1794 года влияние клуба упало. Клуб и его члены в обществе ассоциировались с крайними проявлениями революционного террора. Якобинский клуб был закрыт 11 ноября 1794 года (21 брюмера III года). Ассоциация дочерних клубов была запрещена пришедшими к власти термидорианцами, после чего их деятельность прекратилась.
Начиная с XIX века термин употребляется не только для обозначения членов клуба и их союзников, но и как название радикального политического течения.

## Зарождение

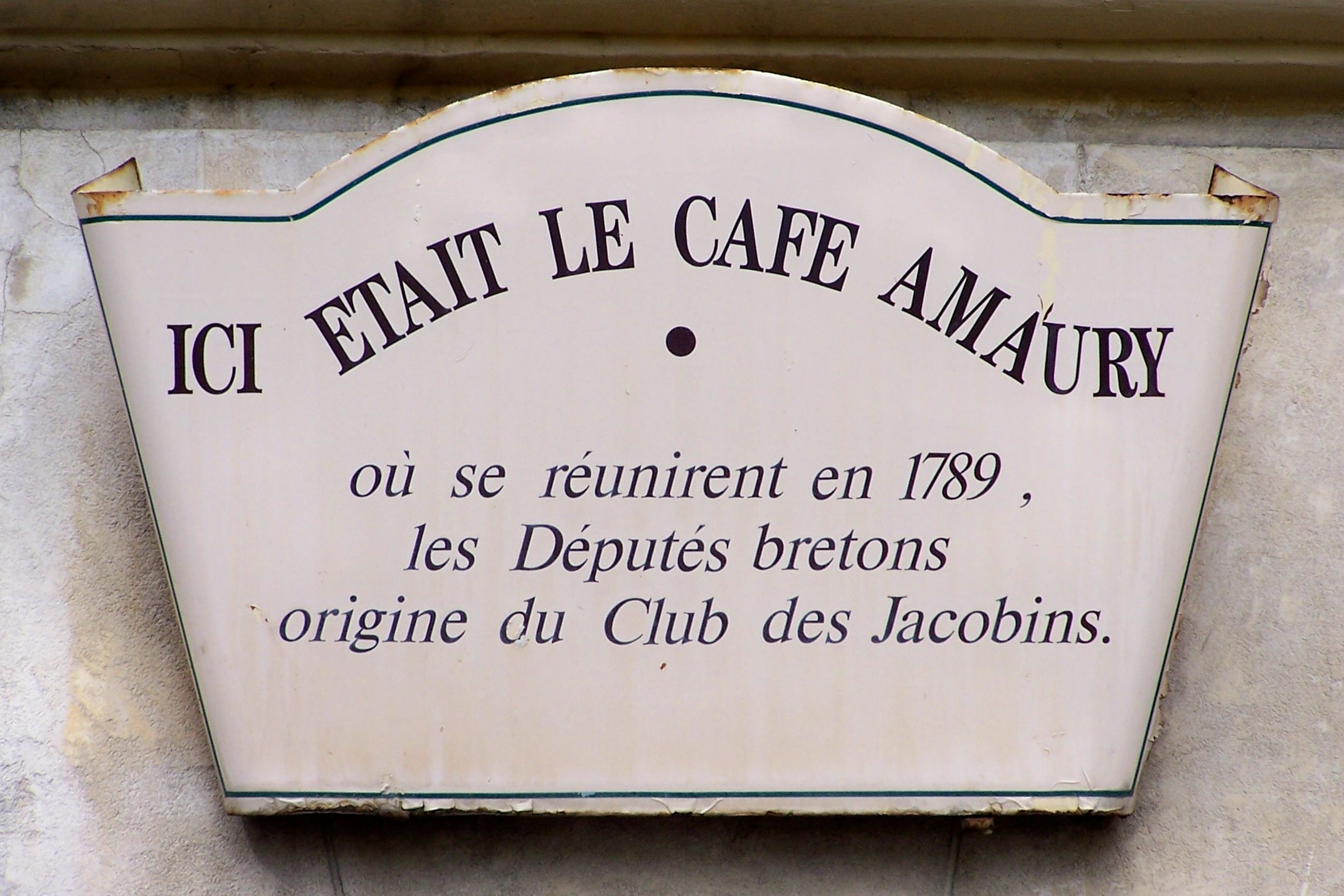
Памятный знак о проводившихся здесь собраниях Бретонского клуба на фасаде бывшего кафе «Амори» в Версале

Со времени образования Французской академии кардиналом Ришельё в 1635 году, одной из целей которой были унификация и изучение французского языка, в большинстве крупных городских центров Франции возникло множество салонов, обществ, кружков. Естественно, что ко времени созыва Генеральных штатов в 1789 году, в этих обществах обсуждались не только литература и идеи Просвещения, но и политические вопросы. Так депутаты третьего сословия от Бретани, среди них Ле Шапелье — адвокат из Ренна, Ланжюине — адвокат из Бреста, Глезен, Пьер Варен, Дефермон, по прибытии в Версаль ещё до открытия Генеральных штатов, организовали дискуссионное сообщество, вошедшее в историю под названием Бретонский клуб и собиравшееся в одном из кафе Версаля.
Постепенно к ним стали присоединяться единомышленники из депутатов от других провинций, в том числе Мирабо, Сийес, герцог д’Эгийон, виконт Ноайль, Барнав, Петион, Вольней, аббат Грегуар, братья Шарль и Александр Ламет, адвокат из Арраса Максимилиан Робеспьер. Члены клуба собирались обычно накануне важных заседаний Генеральных штатов и намечали общую линию поведения. Вскоре, однако, стало ясно, что в собрании, где дворяне и духовенство имели представление, равное третьему сословию, даже хорошо организованная партия не может составить большинства. Стало ясно, что необходима поддержка извне собрания, формирование общественного мнения, когда частные лица могли бы обратиться в собрание с петициями, влиять на органы местного самоуправления, поддерживать обсуждение насущных вопросов в прессе.

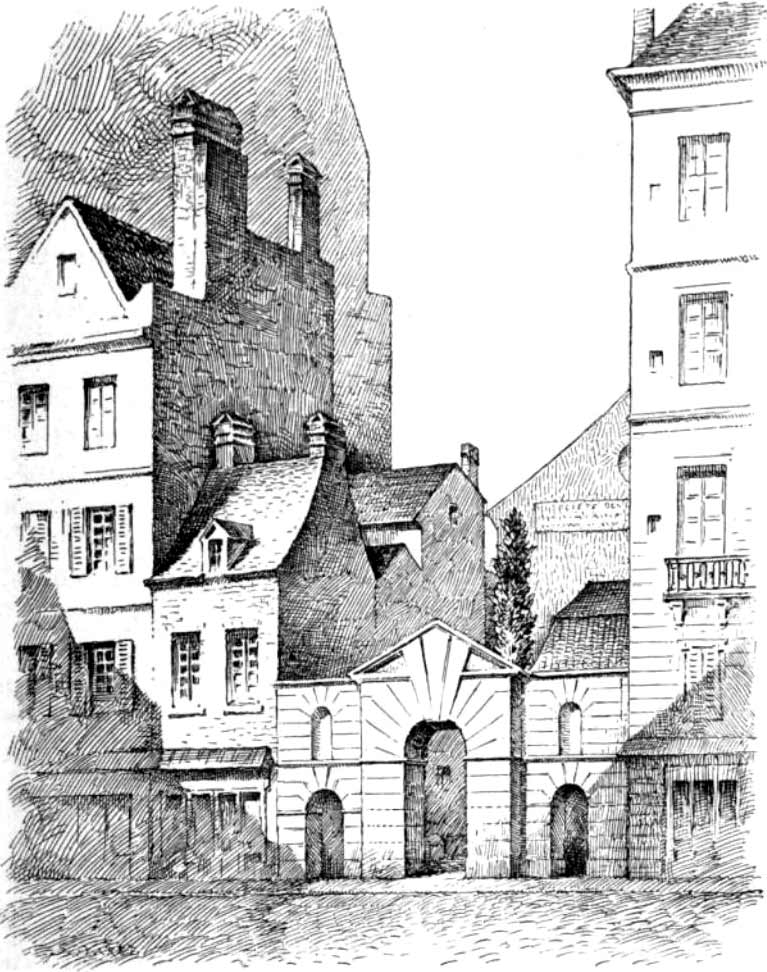
Якобинский Клуб в Париже

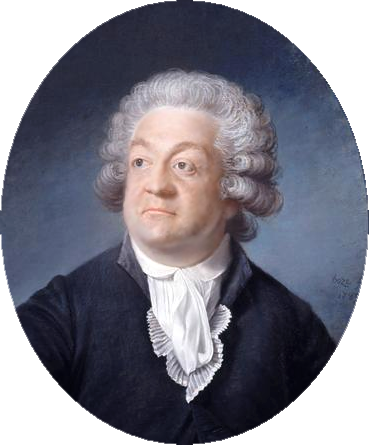
Оноре Габриэль де Мирабо

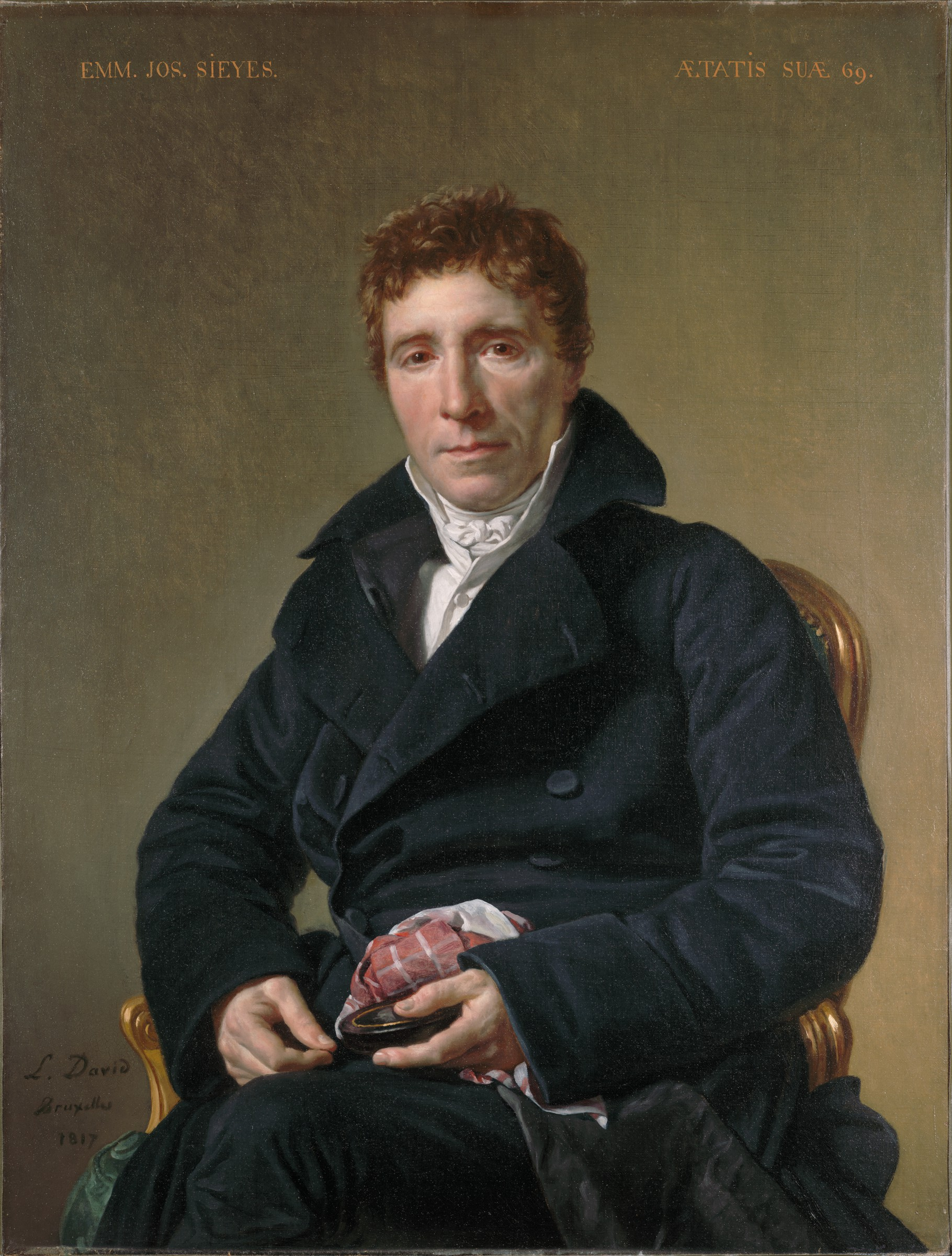
Сийес

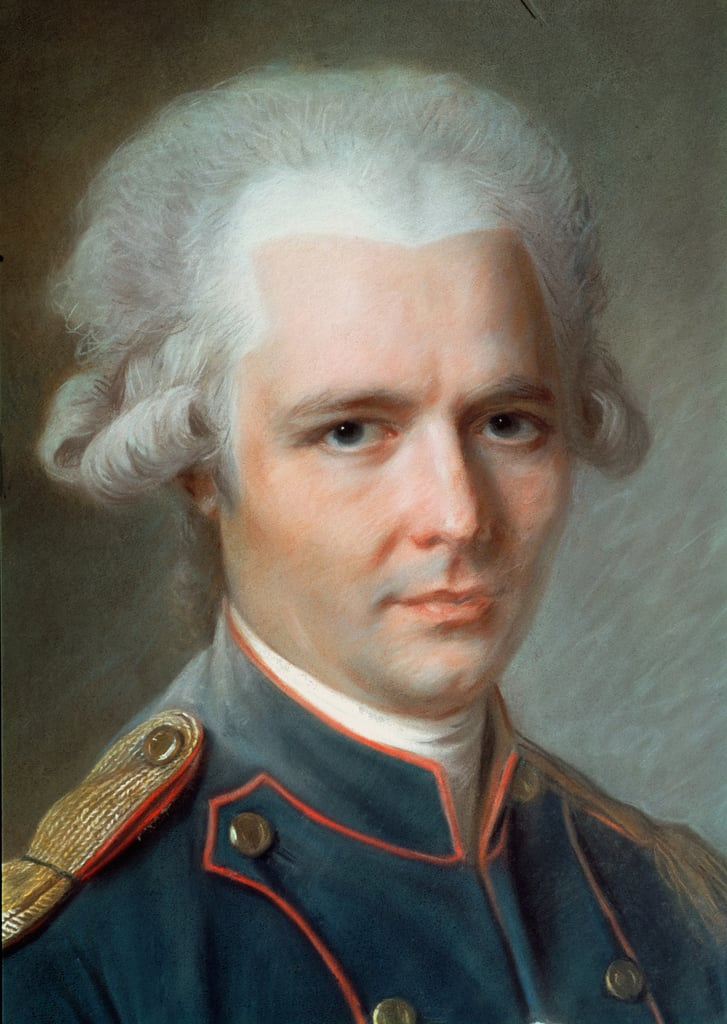
Шодерло де Лакло

Антуан Барнав

Когда король и Национальное собрание перебрались в Париж, Бретонский клуб распался, но бывшие его члены стали снова собираться сначала в парижском частном доме, потом в нанятом ими помещении в монастыре якобинских монахов (доминиканского ордена) близ манежа, где заседало Национальное собрание. В заседаниях принимали участие и некоторые из монахов; поэтому роялисты прозвали членов клуба в насмешку якобинцами, сами же они приняли наименование «Общества друзей конституции».

## Вареннский кризис
Попытка побега короля является одним из наиболее важных событий революции. Внутренне это было очевидным доказательством несовместимости монархии и революционной Франции и уничтожило попытку установить конституционную монархию. Внешне это ускорило приближение военного конфликта с монархической Европой.
Парижский Якобинский клуб (фр. societe-mere) объединял первоначально все группировки левой части Учредительного собрания: от Мирабо до Робеспьера. Но постепенно в его рядах началась политическая дифференциация, которая затем распространялась и на «народные общества» в департаментах. Уже в апреле 1790 года от якобинцев обособилось наиболее консервативное крыло конституционалистов — сторонники Мирабо и Лафайета, образовавшие в роскошных апартаментах Пале-Рояля клуб-салон «Общество 1789 года». Среди членов этого общества (а их число было ограничено 600, членский взнос был ещё более высок, чем у якобинцев) находились помимо Лафайета и Мирабо такие лица, как Сийес, Байи, Кондорсе, Талейран, Ле Шапелье. Но многие из них, в том числе и Мирабо, оставались одновременно и членами Якобинского клуба. Вплоть до лета 1791 года. Якобинский клуб был политическим штабом основной группировки конституционалистов, сплотившейся вокруг братьев Ламет, Барнава, Дюпора. Однако в клубе росло влияние и более левых групп, одна из которых объединялась вокруг Бриссо, другая — вокруг Робеспьера.
Побег изменил ситуацию. К этому времени никто из якобинцев, включая левое крыло — Робеспьер, Петион, Редерер, Бюзо, не придерживался или не выражал республиканских взглядов. Впервые с начала Революции в печати стали открыто обсуждать возможность установления республики. Однако конституционалисты, не желая углублять кризис и ставить под вопрос плоды почти двухлетней работы над Конституцией, взяли короля под защиту и заявили, что он был похищен. Кордельеры призвали горожан провести 17 июля на Марсовом поле сбор подписей под петицией с требованием об отречении короля. Городские власти запретили манифестацию. На Марсово поле прибыли мэр Байи и Лафайет с отрядом национальной гвардии. Национальные гвардейцы открыли огонь, убив несколько десятков человек.
События привели к глубоким разногласиям и расколу Якобинского клуба; умеренная часть, среди которых находилось множество депутатов Законодательного собрания, во главе с Барнавом, Дюпором и Александром Ламетом в большом числе вышли из клуба и основали новый клуб, под названием Клуб фельянов. С ними ушло большинство членов, как и филиалов клуба по всей стране. Около 400 провинциальных клубов приняли сторону фельянов и только около дюжины оставшихся — якобинцев. Робеспьер оставался. Именно в это время Робеспьер становится наиболее известным и влиятельным членом Якобинского Клуба. В последующие несколько месяцев вместе с радикализацией страны, агитацией и разъяснением, многие вернулись. Приер, Грегуар, Барер, Дюбуа-Крансе, Талейран, и Сийес вернулись в конце июля. К сентябрю членство клуба возросло до 800, и скоро около 500 провинциальных клубов запросили аффилиацию (фр. affiliations) с парижским клубом.
Раскол привёл к сближению якобинцев и других народных движений Парижа, чему способствовали новые демократические лозунги — республиканизма, права всеобщего голосования, отмены рабовладения в колониях. Эти события, раскол и изменение политической ориентации клуба, являлись одним из основных поворотных моментов революции, освящение которых, как пишет Франсуа Фуре, произошло через год с падением монархии и провозглашением республики.

## Вторая революция

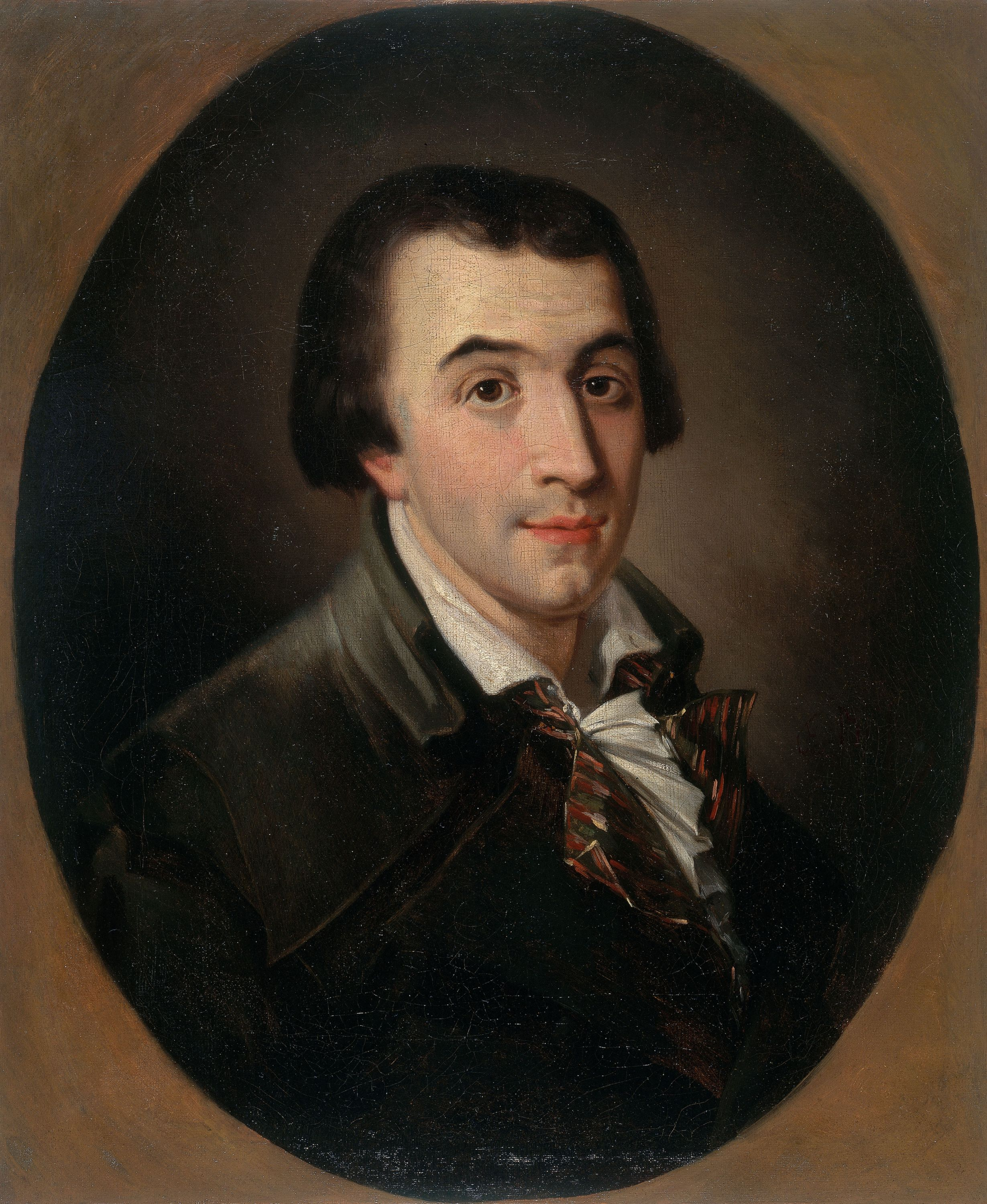
Жак-Пьер Бриссо

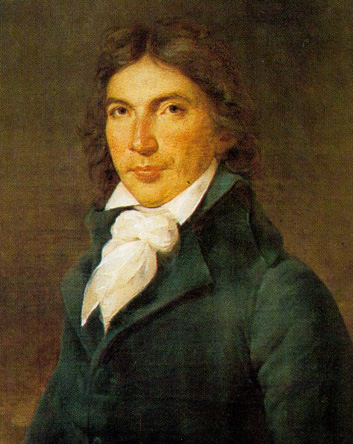
Камиль Демулен

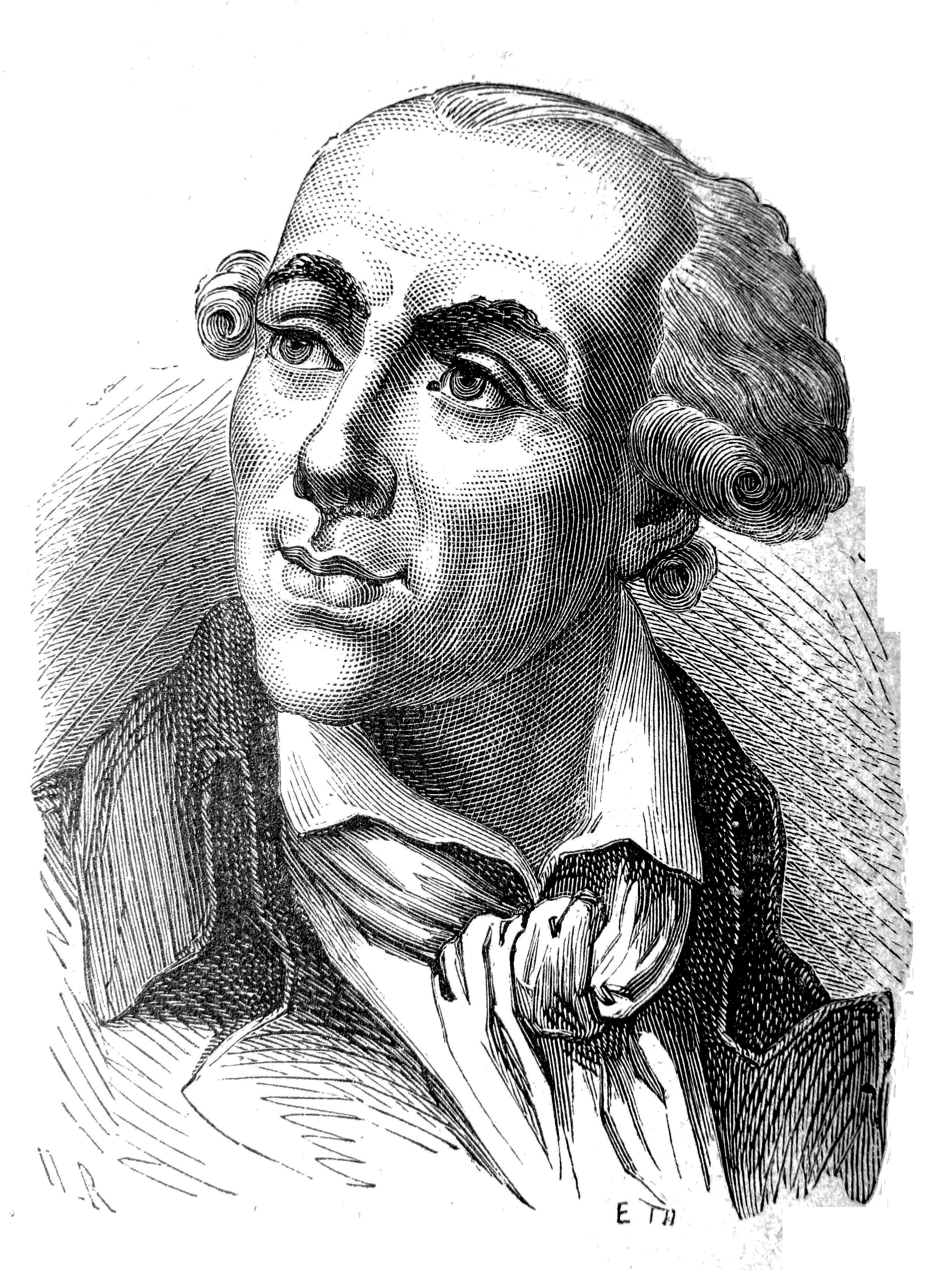
Этьен Клавьер

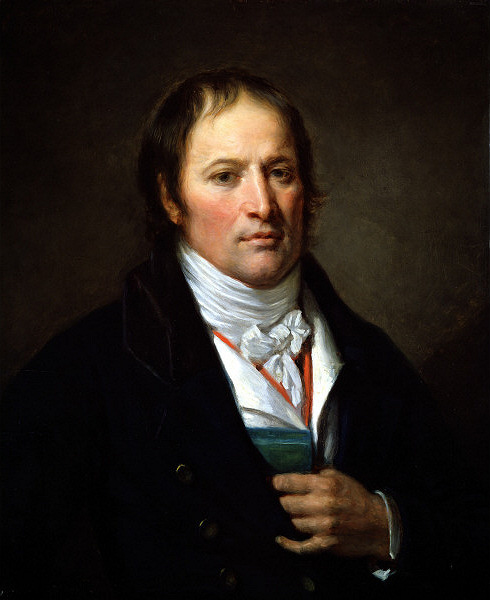
Жак Никола Бийо-Варенн

В сохранении и даже увеличении влияния клуба в большой мере являлось следствием работы одного из важнейших комитетов клуба — комитета корреспонденции (фр. Comité de Correspondance), членами которого сейчас являлись Робеспьер, Бриссо, Карра, Демулен, Клавьер, Колло-Дэрбуа, Бийо-Варенн. Будущие монтаньяры, будущие жирондисты, будущие эбертисты и дантонисты — всё будущее революции, временно объединённое. Подготовка к дебатам в ассамблее уже не являлась целью клуба. Публика стала допускаться на заседания с 12 октября 1791 года, с появлением публики увеличилось давление на дебаты клуба со стороны парижских активистов. Клуб стал превращаться в подобие штаба революции.
Влияние якобинцев на Законодательное собрание было относительно небольшим, и именно Якобинский клуб явился трибуной «мессианской» агитации Бриссо и его единомышленников перед объявлением войны Австрии. Именно в клубе в декабре 1791 и январе 1792 Робеспьер произнёс свои знаменитые антивоенные речи. Различия между жирондистами и монтаньярами были довольно размыты. После катастрофического начала войны и радикализации революции, клуб стал объединяющим началом между парижскими секциями и, прибывшими в Париж, революционными федератами в движении за низвержение монархии. Легалистское направление было покинуто раз и навсегда в июле 1792 в поддержку избрания новой ассамблеи, отражавшей новое соотношение сил — Национального Конвента.
Якобинцы не являлись политической партией в современном смысле и поэтому трудно найти какое-либо их централизующее начало в событиях, ведших к восстанию 10 августа и низвержении короля. Но точно известно участие якобинцев в борьбе за преобладание в парижских секциях, агитация и братание с прибывающими из провинций федератами. Революционный комитет восставшей коммуны включал якобинцев, которые оказались на наиболее важных постах после падения Тюильри и победы восставших. То же самое можно утверждать и о крупнейшем сопернике Якобинского клуба — клубе Кордельеров. Состав революционной Коммуны был увеличен до 288 членов с преобладающим влиянием именно якобинцев. Для Франсуа Фюре вклад клуба являлся тем горнилом (фр. le creuset), в котором был выкован сам дух революции 10 августа, падения монархии и провозглашения республики.
Для победы якобинизм полностью мобилизовал национальное чувство и стремление к равенству. Национальное единство возродилось после 10 августа вокруг «общества друзей Свободы и Равенства» (фр. Amis de la Liberté et de l’Égalité), как якобинцы стали себя называть. Парижская Коммуна считала клуб своим союзником. Само название клуба, данное первоначально как насмешка, стало теперь гордым титулом. Добровольцы, уходящие на фронт, считали якобинскую эмблему знаком настоящей гражданственности и патриотизма, перед которой содрогнутся от ужаса все враги революции.

## Участие в Национальном Конвенте
Национальный Конвент, открывшийся 21 сентября 1792 года сначала слабо поддавался влиянию Якобинского клуба. Причины этому нужно искать в популярности жирондистов, вожди которых благодаря красноречию господствовали в Конвенте и увлекали за собой колеблющийся центр («Болото»). Но вскоре началась борьба между монтаньярами и жирондистами и в Конвенте, и в Якобинском клубе. В первом преобладали жирондисты, пытаясь привлечь их вождей и депутатов Парижа на свою сторону. В Якобинском клубе жирондисты потеряли влияние, в октябре 1792 года Бриссо был исключён из клуба, после чего из него ушли и другие жирондисты. Центральный клуб был очень озабочен отношением к нему провинциальных клубов, в которых после подчинения этому руководству коммуны и анархические элементов Парижа ускорилась развязка кризиса: восстания 31 мая и 2 июня привели к удалению жирондистов из конвента и их аресту. Эта победа развязала руки Якобинскому клубу и возложила на него новую роль — организацию правительственной власти и контроль над ней. Вместе с тем клуб перешёл из оппозиционного положения во владычествующее и потому вступил в борьбу с оппозиционными элементами. Новый правительственный орган становится в то же время руководителем высшего правительственного органа, распоряжающегося как исполнительной властью (министерством), так и законодательной (конвентом). Якобинский клуб стал ментором центрального правительственного органа, но Франция ещё не была завоевана; местные власти во многих случаях по-прежнему держались политики проигравшей партии. Клуб захватывает власть над провинцией посредством местных Якобинских клубов. 27 июля издаётся закон, угрожающий всем местным властям, военным командирам и частным лицам 5 или 10 годами заключения в цепях за противодействие «народным обществам» (sociétés populaires) или за роспуск их.

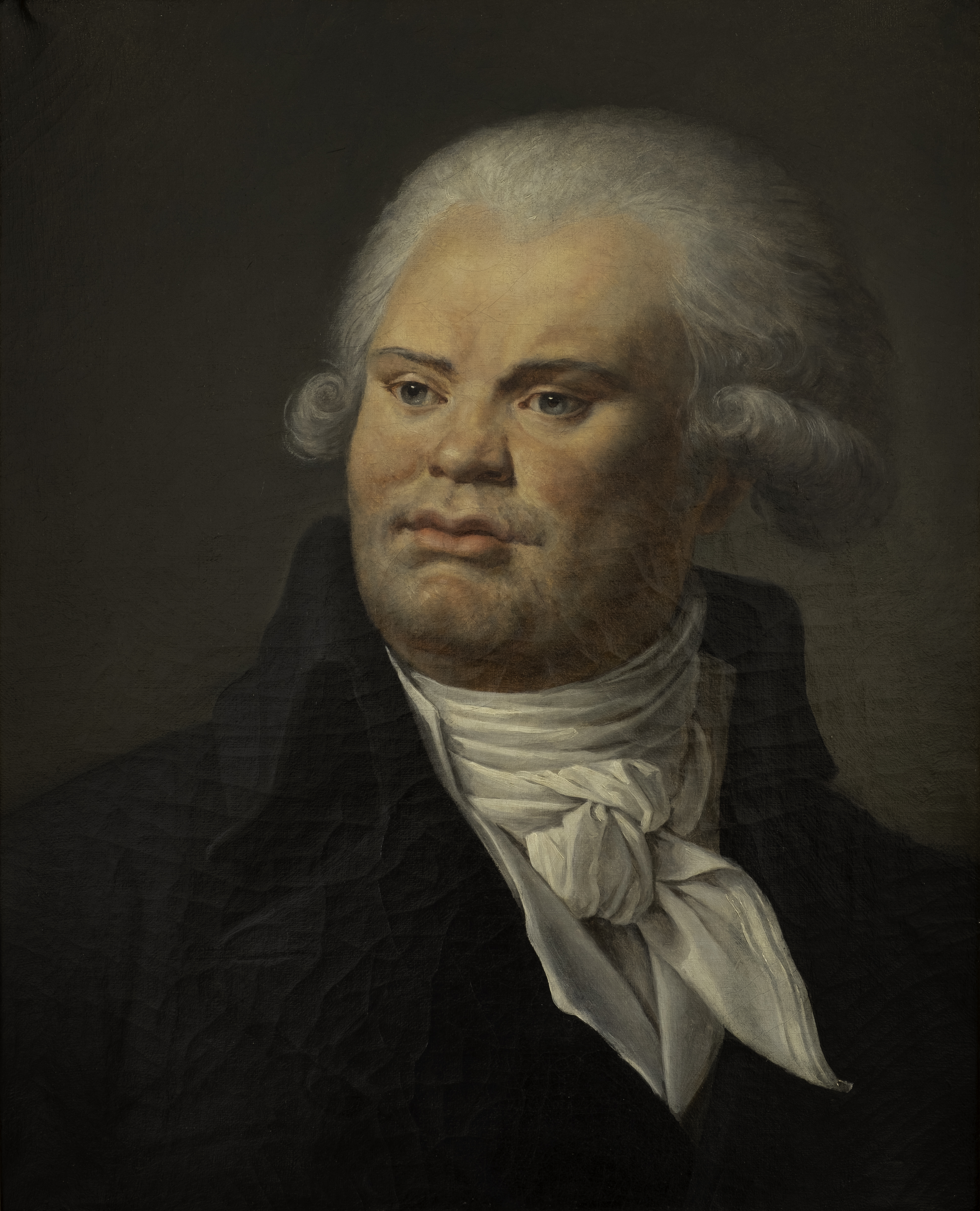
Жорж Жак Дантон.

С другой стороны, Якобинский клуб отстаивает правительственную, то есть свою политику и слева, то есть против крайних революционеров, очагом которых продолжает быть клуб кордельеров, которые нередко переносили борьбу в заседания самого Якобинского клуба. Хотя составленная якобинской партией в конвенте конституция 1793 года нашла себе горячих защитников в Якобинском клубе, она вовсе не соответствовала настоящей цели главных вождей этой партии. Якобинцы провели и отстаивали её для того, чтобы устранить конституцию, составленную жирондистами на почве непосредственного народовластия. Якобинская конституция была несколько умереннее в этом отношении, но все же и она предоставляла верховную власть народным массам — а это вовсе не входило в планы Якобинцев. Представляя собой меньшинство в стране, они не желали выпустить власть из своих рук. Захват власти якобинцами вытекал не только из их положения: он был следствием их политического темперамента и условием для осуществления их политических идеалов.
Наступил тот кризис в истории революции, который разбивает её на две противоположные по духу половины — эпоху стремления к свободе, перешедшей в анархию, и эпоху стремления к централизации власти, перешедшей в террор. В этой перемене фронта революции Якобинский клуб сыграл выдающуюся роль, подготовляя кризис, внушая партии и конвенту соответствующие меры и отстаивая новую программу в Париже и в провинциях через свои разветвления. Самый клуб действовал большей частью под внушением Робеспьера.

## Диктатура якобинцев и террор

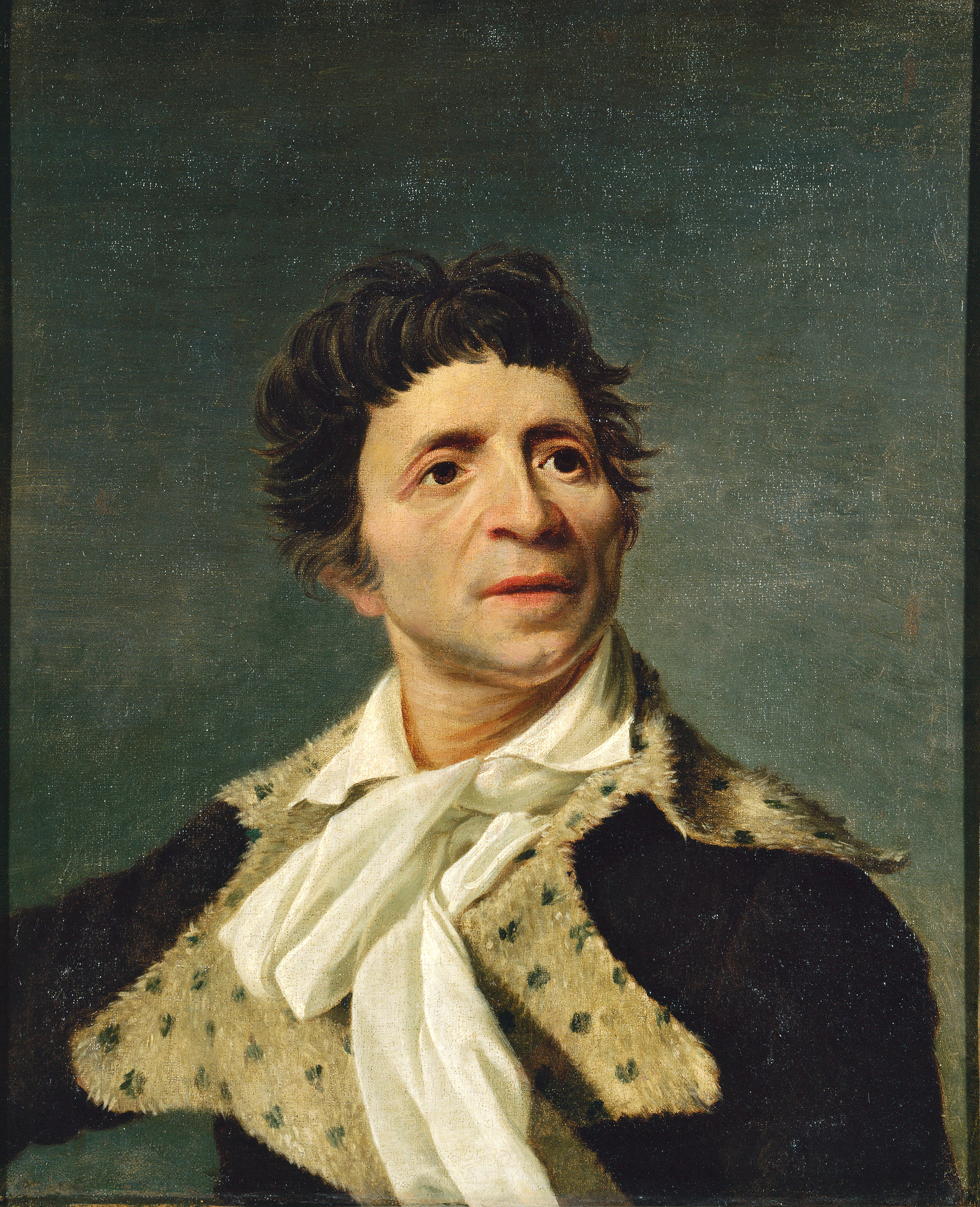
Жан-Поль Марат.

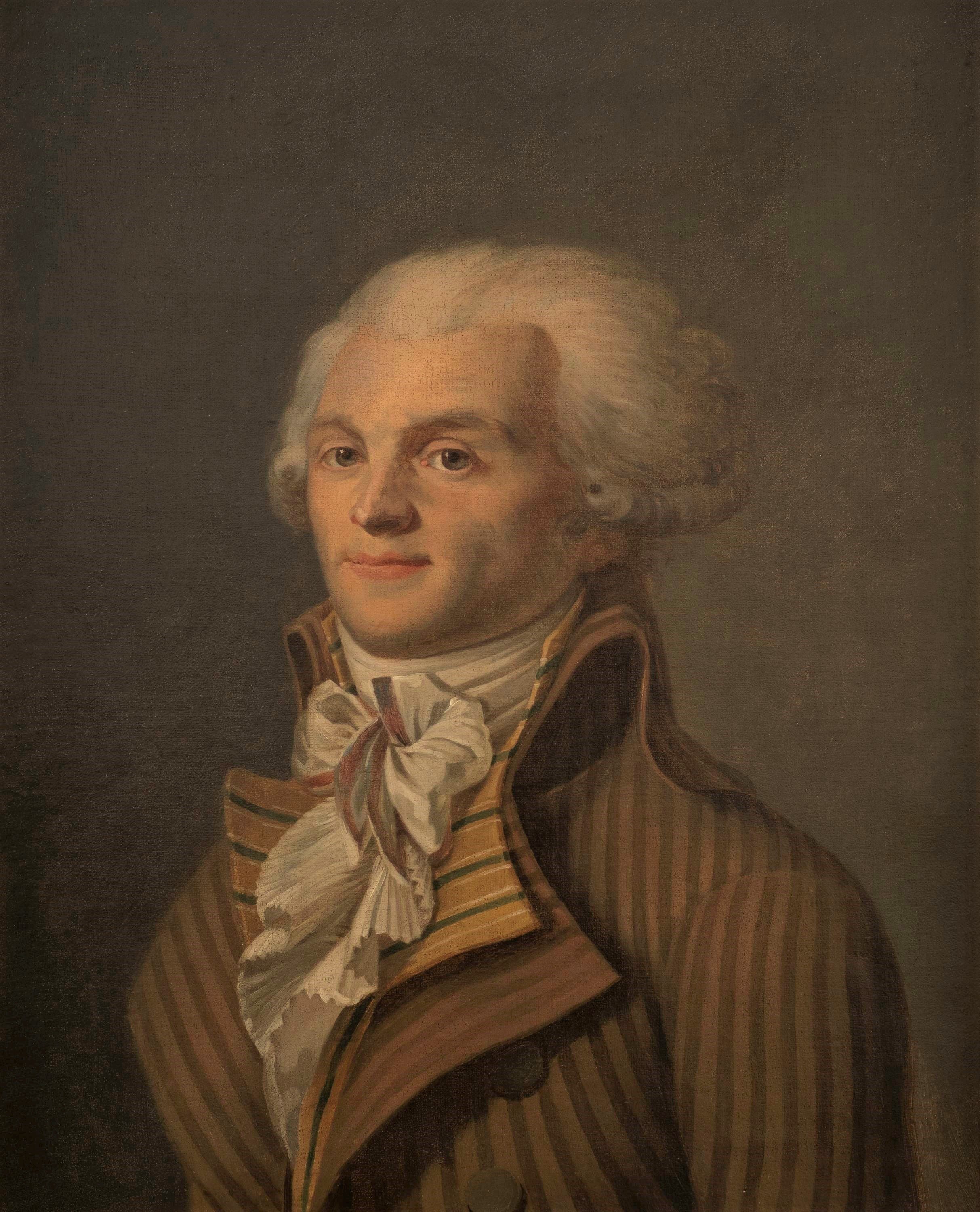
Максимилиан Робеспьер

2 июня 1793 года десятки тысяч вооружённых парижан и отряды национальной гвардии окружили Конвент. По требованию и под давлением восставших, депутаты Конвента приняли решение об удалении из его состава жирондистов. Многие из них были позднее арестованы, часть — казнена. Власть перешла к якобинскому клубу и к его вождям — Робеспьеру, Марату, Дантону 13 июля 1793 года Марат был убит.
Тем временем Конвент принял в июне новую Конституцию, провозгласившую Францию республикой. Ситуация накалялась и по мере обострения положения в тылу и на фронтах, Конвент принимает в сентябре Закон о подозрительных, который предписывал брать под арест всех «подозрительных». Таковыми объявлялись «враги революции и республики, сочувствующие тирании», кого подозревали комиссары Конвента, родственники эмигрантов. В этих условиях в число «подозрительных» мог попасть каждый.
К этому моменту были арестованы последние жирондисты. Один из их вождей перед казнью произнёс знаменитые слова: «Революция… пожирает собственных детей».
Между тем террор нарастал. Тюрьмы заполнялись «подозрительными». Громкие политические процессы следовали один за другим. В октябре 1793 года казнили бывшую королеву Франции Марию-Антуанетту. Казни стали массовым явлением. Комиссары Конвента «наводили порядок» в городах Франции и в армии.
9 октября 1793 года после двухмесячной осады был взят Лион, жители которого 29 мая свергли якобинскую городскую администрацию и за это были объявлены Конвентом «врагами революции». Конвент принял декрет, по которому Лион должен был быть разрушен. Тысячи оставшихся в городе людей были расстреляны или гильотинированы.

## 9 термидора
Дело окончилось, однако, падением самого Робеспьера 9 термидора. Президент клуба был казнён вместе с Робеспьером; смерть которого стала катастрофой и для Якобинского клуба. Правда, клуб несколько дней спустя был вновь открыт партией, ниспровергнувшей Робеспьера — термидорианцами, желавшими сделать его своим орудием. Но Якобинский клуб снова стал сборищем правоверных Якобинцев. Когда в конце августа конвент принял, по настоянию вождей термидорианцев — Тальена и Фрерона — постановление о свободе печати, Якобинский клуб решительно высказался против этой меры, которая «загубит террористическое правительство»; несколько дней спустя Таллиен и Фрерон были вынуждены возвратить свои членские билеты и покинуть заседание.
Эта победа Якобинцев оживила сношения клуба с провинциальными клубами, но именно поэтому поставила вопрос о положении этих прежних орудий террора и об отношениях их к центральному клубу. Чтобы сохранить своё влияние, парижский клуб обратился к провинциальным; конвент ответил на это обращением к французскому народу, в котором встречаются характерные слова: «никакая ассоциация (общество) не представляет собою народа; никто не должен говорить и действовать его именем». Это было осуждением того толкования идеи народовластия, которое способствовало захвату власти якобинскими клубами. Неделю спустя Дельма, бывший президент Якобинского клуба, внёс в конвент проект закона, направленного против клубов и воспрещавшего «всякие аффилиации, сношения и переписку между обществами одинакового наименования, как подрывающие правительство и единство республики».

## Роспуск клуба

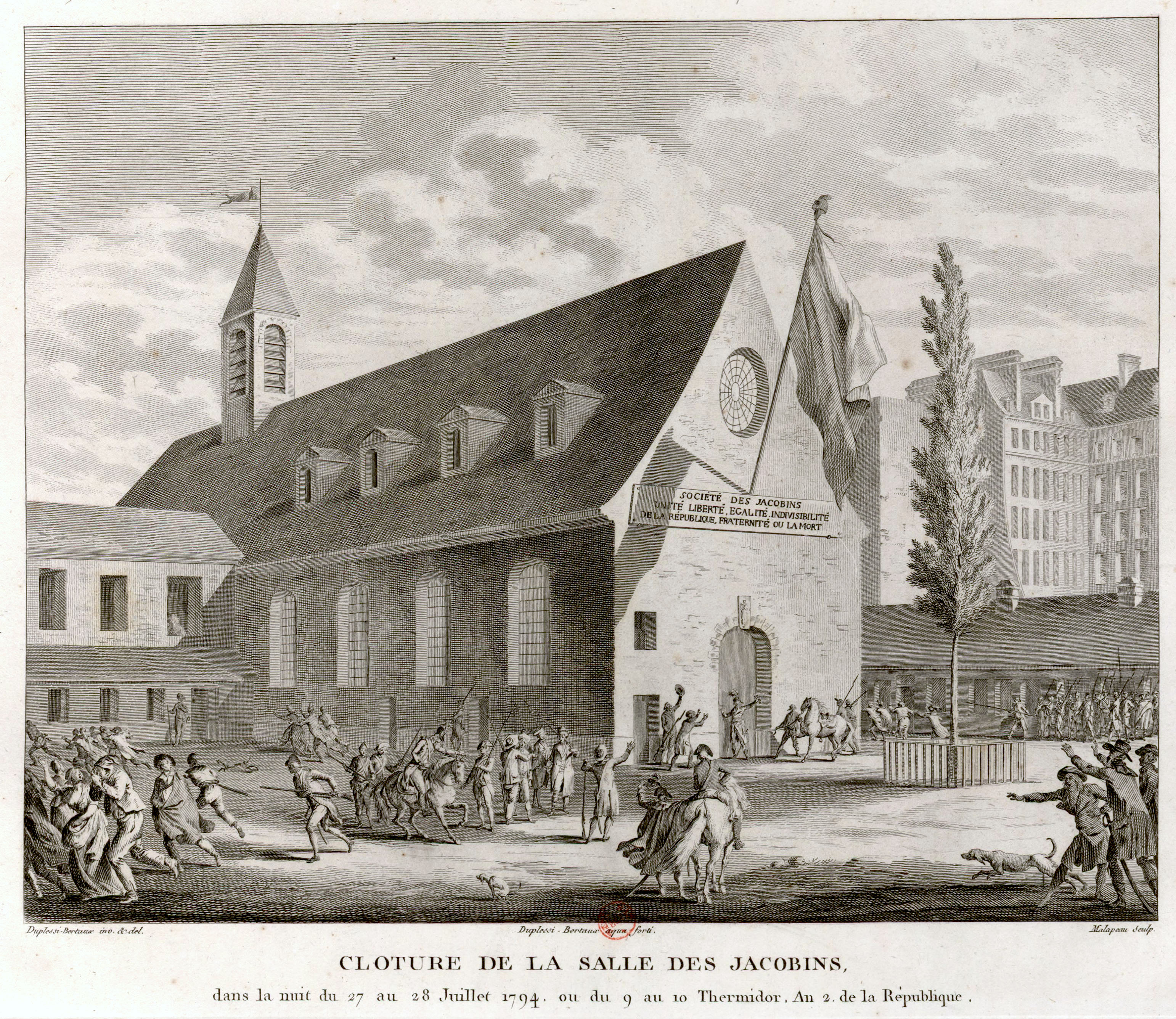
В результате термидорианского переворота в ночь с 27 на 28 июля 1794 года (2-й год Революции), положивший конец революционно-демократической диктатуре, Якобинский клуб был распущен и впоследствии закрыт декретом Конвента от 13 ноября 1794 г.

С июля 1794 года начинается упадок Якобинского клуба, с деятельностью которого связывались как эксцессы террора, так и ухудшающееся положение санкюлотов, ухудшение условий продажи товаров в рамках Третьего максимума (20 марта 1794). Революционные элементы были сокрушены — Парижская Коммуна после ареста А. Шометта обезглавлена, органы, обеспечивавшие связь революционно-демократической диктатуры с массами (революционные комитеты, собрания секций) — парализованы. Вместе с тем усиливаются аристократические элементы — возвращаются некоторые эмигранты, усиливается спекуляция, выходят из тени прежние противники революции, подавленные, но не уничтоженные в рамках террора. Этим пользуется правая часть термидорианцев, возглавляемая Фрероном и Тальеном. Постепенно вытесняемые из Конвента после неудачной попытки нейтрализовать левых термидорианцев (Бийо-Варенн, Колло д’Эрбуа, Барер), они делали ставку на возобновление контрреволюционной печати, салонов и вооруженную «золотую молодёжь» (мюскадены, фр. muscadins). Мюскадены разделяли, как правило, монархические взгляды, имели обычай носить изысканный костюм и душились мускусом, чем отличали себя от санкюлотов; эти франты врывались на заседания народных обществ и клубов, дело доходило до столкновений и угроз. Вскоре они будут использованы для разгона Якобинского клуба.
Производившееся в Конвенте дело Каррье, исполнявшего миссию Конвента по уничтожению путём террора контрреволюции в Бретани, ускорило развязку: Каррье продолжал занимать видное место в Якобинском клубе и олицетворял собою ту группу людей, которая не перешла в лагерь открытых врагов революционного режима после низвержения Робеспьера. 9 ноября должно было слушаться в конвенте дело Каррье; густая толпа окружала его с криками: «Долой якобинцев». Дело было отложено, но толпа не расходилась, а вечером двинулась к клубу с пением враждебной якобинцам песни «Пробуждение народа». Толпа стала бросать камни в окна, а вооружённые дубинами люди ворвались на галереи и стали выгонять оттуда зрителей, преимущественно женщин; драма происходила и на дворе клуба, и в близлежащих улицах, пока не прибыли члены конвента и комитетов с вооружённой силой. Декретом от 23 брюмера (13 ноября 1794 года) Якобинский клуб был закрыт.
Чтобы уничтожить память о клубе, конвент постановил сломать Якобинский монастырь и устроить на его месте «рынок 9 термидора». Теперь он носит название «рынок Сент-Онорэ» (Marché St.-Honoré), по улице этого имени.
После роспуска конвента в 1795 году члены бывшего клуба дважды пытались вновь организоваться. Сначала они образовали клуб Пантеона, который пользовался покровительством директории и быстро разросся до 2000 членов; но так как этот клуб поддался социалистической пропаганде Бабёфа, то был закрыт уже 28 февраля 1796 года. Когда столкновения между директорией и советами создали благоприятную почву для возобновления якобинской агитации, якобинцы организовали новый «Клуб Манежа», открывшийся 6 июля 1799 года и прославлявший в патетических речах память Бабёфа и Робеспьера. Это тотчас вызвало новые драки, во время которых толпа брала сторону клубистов. 13 августа клуб был закрыт по распоряжению Сийеса.

## Организация клуба
Дата создания и устав
Точно дата открытия клуба в Париже — в декабре 1789-го или январе следующего года — не известна. Устав его был составлен Барнавом и принят клубом 8 февраля 1790 года.
Членство
Неизвестно (так как сначала не велись протоколы заседаний), когда стали принимать в число членов посторонних, то есть не-депутатов.
Когда число членов разрослось, организация клуба значительно усложнилась. Во главе стоял председатель, избиравшийся на месяц; при нём было четыре секретаря, двенадцать инспекторов, и, что особенно характерно для этого клуба, четыре цензора; все эти должностные лица избирались на три месяца: при клубе было образовано пять комитетов, указывающих на то, что самый клуб принял на себя как бы роль политического цензора по отношению к Национальному собранию и Франции — комитеты по представлению (цензуре) членов, по надзору (Surveillance), по администрации, по докладам и по переписке. Сначала заседания происходили три раза в неделю, затем ежедневно; публика стала допускаться на заседания лишь с 12 октября 1791 года, то есть уже при Законодательном собрании.
В это время число членов клуба достигло 1211 (по голосованию в заседании 11 ноября). Ещё раньше (с 20 мая 1791 года) клуб перенёс свои заседания в церковь Якобинского монастыря, которую он нанял по упразднении ордена и конфискации его имущества и в которой заседания происходили до закрытия клуба. Вследствие наплыва не-депутатов изменился состав клуба: он стал органом того общественного слоя, который французы называют la bourgeoisie lettrée («интеллигенция»); большинство состояло из адвокатов, врачей, учителей, учёных, литераторов, живописцев, к которым примыкали и лица из купечества.
Некоторые из его членов носили известные имена: врач Кабанис, учёный Ласепед, литератор Мари-Жозеф Шенье, Шодерло де Лакло, живописцы Давид и Карл Верне, Лагарп, Фабр д'Эглантин, Мерсье. Хотя с большим наплывом членов умственный уровень и образование прибывающих понижались, однако парижский Якобинский клуб до конца сохранил две первоначальных черты: докторальность и некоторую внимание к образовательному цензу. Это выразилось в антагонизме по отношению к клубу Кордельеров, куда принимались люди даже безграмотные, а также в том, что самое вступление в Якобинский клуб обусловливалось довольно высоким членским взносом (24 ливра ежегодно, а при вступлении ещё 12 ливров).
Впоследствии при Якобинском клубе было организовано особое отделение под названием «братское общество для политического воспитания народа», куда допускались и женщины; но это не изменило общего характера клуба.
Газета
Клуб обзавелся собственной газетой; редактирование её было поручено Шодерло де Лакло, близкому к герцогу Орлеанскому; саму газету стали называть «Монитёром» орлеанизма. В этом обнаружилась известная оппозиция по отношению к Людовику XVI; тем не менее Якобинский клуб сохранял верность провозглашённому в его названии политическому принципу.

## Политическое течение
Политическое революционное течение радикального толка — якобинизм — пережило Якобинский клуб и продолжает жить в истории. Сегодня «якобинизм» или «якобинец» относится к широкому спектру определений: неделимость национального суверенитета и независимость, роль государства в трансформации общества, централизация государства, равенство, гарантированное универсальностью права, духовное обновление через республиканское образование. Якобинизм призывал общество отбросить старые табу и направить свободу мысли служению нации. В этом европейские монархии не ошибались. Якобинская республика являлась символом тотальной борьбы против всякой формы угнетения, и консервативная Европа пыталась оградить себя от «французской эпидемии». «Якобинец» стал синонимом с «демократом». В Британии было чувство, что вернулись левеллеры из их собственной революции. В разделённой Польше и в Габсбургской империи народы видели в якобинизме обещание и стремление к освобождению. Нелегально или открыто, клубы основывались от Турции до Соединённых Штатов. Некоторые даже искали аффилиацию с Парижским клубом.
Якобинизм как политическое течение вызывал, вызывает и будет вызывать различные эмоции и отношение; для сторонников — лучшее в революции, для противников — худшее. В 1796 году Бабёф попытался мобилизовать ностальгию по якобинской республике II года в Заговоре Равных, который был и нео-якобинским и прото-коммунистическим. В этом же году Жозеф де Местр опубликовал «Рассуждения о Франции» (фр. Considérations sur la France), в которых представлял революцию как событие непревзойдённого беззакония и якобинцев орудием божьего наказания. Благодаря способности якобинизма воплотить в себе самое радикальное в революции, якобинизм дошёл до нас в легенде, теории, практике и революционной традиции; как и в истории клуб навсегда остался «обществом друзей Свободы и Равенства».
Как отмечает С. Н. Земляной: «По крайней мере, с работы „Что делать?“ Ленин настаивал на внутреннем сходстве большевизма с якобинством».

## Художественная литература
- Виктор Гюго — Девяносто третий год (Quatrevingt-treize, 1874).